# Coleoxestia glabripennis
Coleoxestia glabripennis là một loài bọ cánh cứng trong họ Cerambycidae.